# Населення островів Святої Єлени, Вознесіння і Тристан-да-Куньї
Населення Святої Єлени, Вознесіння і Тристан-да-Кунья. Чисельність населення країни 2015 року становила 7,9 тис. осіб (226-те місце у світі). Чисельність остров'ян стабільно збільшується, народжуваність 2015 року становила 9,88 ‰ (197-ме місце у світі), смертність — 7,44 ‰ (114-те місце у світі), природний приріст — 0,24 % (179-те місце у світі) . 

## Історія
Населення острова Святої Єлени історично складається з нащадків британських моряків і поселенців Ост-Індської компанії XVII століття, африканських рабів, обслуги й робітників законтрактованих у Індії, Індонезії і Китаї. Населення острова Тристан-да-Кунья бере свій відлік від уцілілих після корабельної аварії моряків британського судна з острова Святої Єлени.

## Природний рух

### Відтворення
Народжуваність у Островах Святої Єлени, Вознесіння і Тристан-да-Кунья, станом на 2015 рік, дорівнює 9,88 ‰ (197-ме місце у світі). Коефіцієнт потенційної народжуваності 2015 року становив 1,58 дитини на одну жінку (185-те місце у світі).
Смертність у Островах Святої Єлени, Вознесіння і Тристан-да-Кунья 2015 року становила 7,44 ‰ (114-те місце у світі).
Природний приріст населення в країні 2015 року становив 0,24 % (179-те місце у світі).
Починаючи від 1980-х років, населення острова Святої Єлени неухильно скорочується, через зниження рівня народжуваності й масову міграцію жителів працездатного віку у пошуках кращих можливостей в інших місцях. Тільки за 10 років, з 1998 по 2008 рік, населення скоротилося приблизно на 20 %. Відновлення британського громадянства 2002 року прискорило процес еміграції. На початку 2010-х років відзначався певний тимчасовий ріст народонаселення через приток іноземної робочої сили для будівництва міжнародного аеропорту. У довгостроковій перспективі робота аеропорту дасть потенційну можливість для росту населення, шляхом розширення міжнародних зв'язків через туризм, рибний лов. Збільшення робочих місць у цих галузях може спонукати колишніх мігрантів повернутись додому.

### Вікова структура

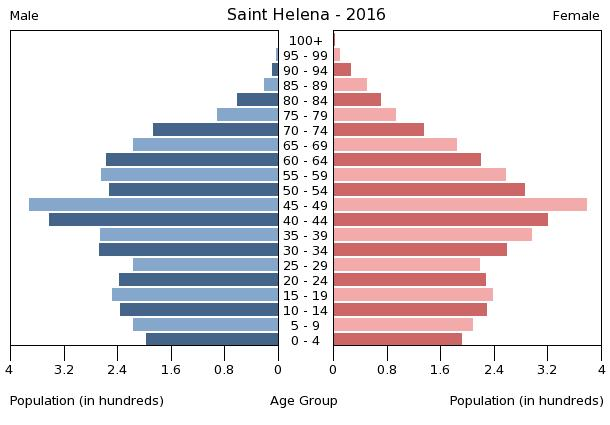
Віково-статева піраміда населення Островів Святої Єлени, Вознесіння і Тристан-да-Кунья, 2016 рік

Середній вік населення Островів Святої Єлени, Вознесіння і Тристан-да-Кунья становить 41,5 року (39-те місце у світі): для чоловіків — 41,5, для жінок — 41,4 року. Очікувана середня тривалість життя 2015 року становила 79,36 року (45-те місце у світі), для чоловіків — 76,42 року, для жінок — 82,44 року.
Вікова структура населення островів Святої Єлени, Вознесіння і Тристан-да-Кунья, станом на 2015 рік, мала такий вигляд:
- діти віком до 14 років — 16,55 % (658 чоловіків, 631 жінки);
- молодь віком 15-24 роки — 12,06 % (479 чоловіків, 461 жінка);
- дорослі віком 25-54 роки — 44,67 % (1 719 чоловіків, 1 763 жінки);
- особи передпохилого віку (55-64 роки) — 12,6 % (519 чоловіків, 463 жінки);
- особи похилого віку (65 років і старіші) — 14,12 % (560 чоловіків, 541 жінка)[1].

Гострою проблемою для острівної території залишається старіння населення, частка літніх людей на островах зросла з 9,4 % 1998 року до 20,4 % 2016 року.

## Розселення
Густота населення території 2015 року становила 10,2 особи/км² (178-ме місце у світі). Переважна більшість населення британської заморської території мешкає на острові Святої Єлени. На острові Вознесіння постійне населення відсутнє, тимчасово проживають тільки особи та члени їх родин, що працюють за контрактом на військових об'єктах Великої Британії й США, у телекомунікаційній галузі. На найбільшому однойменному острові архіпелагу Тристан-да-Кунья мешкає 300 жителів.

### Урбанізація
Острови Святої Єлени, Вознесіння і Тристан-да-Кунья середньоурбанізована заморська територія. Рівень урбанізованості становить 39,4 % населення країни (станом на 2015 рік), темпи зменшення частки міського населення — 0,59 % (оцінка тренду за 2010—2015 роки).
Головні міста території: Джеймстаун (столиця) — 1,0 тис. осіб (дані за 2014 рік).

### Міграції
Зміна чисельності населення острівної британської території сильно залежить від зовнішньої міграції. Річний рівень еміграції 2015 року становив 0 ‰ (84-те місце у світі). Цей показник не враховує різниці між законними і незаконними мігрантами, між біженцями, трудовими мігрантами та іншими.

## Расово-етнічний склад
| Етнічний склад (2015 рік) | Етнічний склад (2015 рік) | Етнічний склад (2015 рік) | Етнічний склад (2015 рік) | Етнічний склад (2015 рік) |
| ------------------------- | ------------------------- | ------------------------- | ------------------------- | ------------------------- |
| Етнос:                    |                           |                           | Відсоток:                 |                           |
| африканці                 | африканці                 |                           | 50%                       | 50%                       |
| білі                      | білі                      |                           | 25%                       | 25%                       |
| китайці                   | китайці                   |                           | 25%                       | 25%                       |

Головні етноси країни: африканці — 50 %, білі — 25 %, китайці — 25 % населення.

## Мови
| Мови островів (2015 рік) | Мови островів (2015 рік) | Мови островів (2015 рік) | Мови островів (2015 рік) | Мови островів (2015 рік) |
| ------------------------ | ------------------------ | ------------------------ | ------------------------ | ------------------------ |
| Мова:                    |                          |                          | Відсоток:                |                          |
| англійська               | англійська               |                          | 100%                     | 100%                     |

Офіційна мова: англійська.

## Релігії
| Релігії на островах (2009 рік) | Релігії на островах (2009 рік) | Релігії на островах (2009 рік) | Релігії на островах (2009 рік) | Релігії на островах (2009 рік) |
| ------------------------------ | ------------------------------ | ------------------------------ | ------------------------------ | ------------------------------ |
| Віросповідання:                |                                |                                | Відсоток:                      |                                |
| християни                      | християни                      |                                | 100%                           | 100%                           |

Головні релігії й вірування, які сповідує, і конфесії та церковні організації, до яких відносить себе населення країни: протестантизм (англіканство (більшість), баптизм, адвентизм) і римо-католицтво.

## Охорона здоров'я
Смертність немовлят до 1 року, станом на 2015 рік, становила 14,19 ‰ (107-ме місце у світі); хлопчиків — 16,75 ‰, дівчаток — 11,5 ‰.

### Захворювання
Кількість хворих на СНІД невідома, дані про відсоток інфікованого населення в репродуктивному віці 15—49 років відсутні. Дані про кількість смертей від цієї хвороби за 2014 рік відсутні.

## Соціально-економічне становище
Дані про відсоток населення країни, що перебуває за межею бідності відсутні. Дані про розподіл доходів домогосподарств відсутні.
Рівень проникнення інтернет-технологій низький. Станом на липень 2015 року в країні налічувалось 1800 унікальних інтернет-користувачів (214-те місце у світі), що становило 23,1 % загальної кількості населення країни.

### Трудові ресурси
Загальні трудові ресурси 1996 року становили 2,49 тис. осіб (227-ме місце у світі). Зайнятість економічно активного населення у господарстві країни розподіляється таким чином: аграрне, лісове і рибне господарства — 6 %; промисловість і будівництво — 48 %; сфера послуг — 46 % (станом на 1987 рік). Безробіття 1998 року дорівнювало 14 % працездатного населення (150-те місце у світі).

## Гендерний стан
Статеве співвідношення (оцінка 2015 року):
- при народженні — 1,05 особи чоловічої статі на 1 особу жіночої;
- у віці до 14 років — 1,04 особи чоловічої статі на 1 особу жіночої;
- у віці 15—24 років — 1,04 особи чоловічої статі на 1 особу жіночої;
- у віці 25—54 років — 0,98 особи чоловічої статі на 1 особу жіночої;
- у віці 55—64 років — 1,12 особи чоловічої статі на 1 особу жіночої;
- у віці за 64 роки — 1,04 особи чоловічої статі на 1 особу жіночої;
- загалом — 1,02 особи чоловічої статі на 1 особу жіночої[1].

## Демографічні дослідження
Демографічні дослідження в країні ведуться державними і науковими установами Великої Британії:

### Українською
- Атлас. 10-11 клас. Економічна і соціальна географія світу / упорядники :  О. Я. Скуратович, Н. І. Чанцева. — К. : ДНВП «Картографія», 2010. — ISBN 978-966-475-639-3.
- Атлас світу / голов. ред. І. С. Руденко ; зав. ред. В. В. Радченко ; відп. ред. О. В. Вакуленко. — К. : ДНВП «Картографія», 2005. — 336 с. — ISBN 9666315467.
- Безуглий В. В. Економічна і соціальна географія зарубіжних країн : Навчальний посібник. — К. : ВЦ «Академія», 2007. — 704 с. — ISBN 978-966-580-239-6.
- Безуглий В. В., Козинець С. В. Регіональна економічна і соціальна географія світу : Навчальний посібник. — видання 2-ге, доп., перероб. — К. : ВЦ «Академія», 2007. — 688 с. — ISBN 966-580-144-9.
- Головченко В. І., Кравчук О. Країнознавство: Азія, Африка, Латинська Америка, Австралія і Океанія. — К., 2006. — 335 с. — ISBN 966-8939-04-2.
- Гудзеляк І. І. Географія населення: Навчальний посібник / І. Гудзеляк. — Л. : Видавничий центр ЛНУ імені Івана Франка, 2008. — 232 с. — ISBN 978-966-613-599-8.
- Дахно І. І. Країни світу: Енциклопедичний довідник / І. І. Дахно, С. М. Тимофієв. — К. : Мапа, 2011. — 606 с. — (Бібліотека нового українця) — ISBN 978-966-8804-23-6.
- Дахно І. І. Економічна географія зарубіжних країн : навчальний посібник. — К. : Центр учбової літератури, 2014. — 319 с. — ISBN 978-611-01-0682-5.
- Джаман В. О. Регіональні системи розселення: демографічні аспекти. — Чернівці : Рута, 2003. — 392 с. — ISBN 9665685988.
- Дорошенко Л. С. Демографія: Навчальний посібник. — К. : МАУП, 2005. — 112 с. — ISBN 966-608-442-2.
- Дубович І. А. Країнознавчий словник-довідник. — 5-те вид., перероб. і доп. — К. : Знання, 2008. — 839 с. — ISBN 978-966-346-330-8.
- Економічна і соціальна географія країн світу. Навчальний посібник / За ред. Кузика С. П. — Л. : Світ, 2002. — 672 с. — ISBN 966-603-178-7.
- Загальна медична географія світу / В. О. Шевченко [та ін.] — К. : [б.в.], 1998. — 178 с.
- Книш М. М., Мамчур О. І. Регіональна економічна і соціальна географія світу (Латинська Америка та Карибські країни, Африка, Азія, Океанія) : навч. посіб. — Л. : ЛНУ ім. Івана Франка, 2013. — 368 с. — ISBN 978-617-10-0007-0.
- Крисаченко В. С. Динаміка населення: Популяційні, етнічні та глобальні виміри. — К. : Видавництво Національного інституту стратегічних досліджень, 2005. — 368 с. — ISBN 966-554-083-1.
- Любіцева О. О., Мезенцев К. В., Павлов С. В. Географія релігій. — К. : АртЕК, 1999. — 504 с. — ISBN 966-505-006-0.
- Масляк П. О. Країнознавство. — К. : Знання, 2007. — 292 с. — (Вища освіта XXI століття)
- Масляк П. О., Дахно І. І. Економічна і соціальна географія світу / П. О. Масляк, І. І. Дахно ; за ред. П. О. Масляка. — К. : Вежа, 2003. — 280 с. — ISBN 966-7091-53-8.

### Російською
- (рос.) Атлас народов мира / Отв. ред. С. И. Брук и В. С. Апенченко. — М. : ГУГК ГГК СССР и Институт этнографии им. Н. Н. Миклухо-Маклая АН СССР, 1964. — 185 с. — 20 тис. прим.
- (рос.) Численность и расселение народов мира. Этнографические очерки / под ред. С. И. Брука. — М. : Издательство АН СССР, 1962. — 487 с.
- (рос.) Лаппо Г. М. География городов: Учебное пособие для географических факультетов вузов. — М. : Туманит, изд. центр ВЛАДОС, 1997. — 476 с. — ISBN 5-691-00047-0.
- (рос.) Ягельский А. География населения. — М. : Прогресс, 1980. — 383 с.